# Konfrontationstherapie
Mit Konfrontationstherapie (auch: Konfrontationsverfahren oder Exposition) bezeichnet man eine psychotherapeutische Intervention aus dem Bereich der Verhaltenstherapie. Sie hat sich in einer Vielzahl von wissenschaftlichen Studien als wirksam erwiesen, insbesondere in der Behandlung von psychischen Störungen, bei denen Ängste im Vordergrund stehen, wie Zwänge und Angststörungen. Bei der Konfrontation (auch Exposition) soll die motorische und kognitive Vermeidungsreaktion verhindert werden, wogegen die weiteren emotionalen und physiologischen Reaktionen durchlebt werden sollen.

## Begriffe und Variation
In der verhaltenstherapeutischen Literatur werden die Begriffe Exposition und Expositionsübungen synonym verwendet. Eine gestufte Reizkonfrontation kann sinnvoll sein, wenn sich der Patient dadurch leichter motivieren lässt. Der Einsatz von Entspannungsverfahren bei der Konfrontation (Systematische Desensibilisierung) wird als weniger wirksam eingeschätzt als die reine Konfrontation. Die angloamerikanische Bezeichnung Exposition-Reaktionsverhinderung ist irreführend und das Vorgehen ist besser als Exposition-Reaktionsmanagement zu bezeichnen.

## Beschreibung der Therapiemethode
Das grundlegende Prinzip dieser Behandlungsmethode ist die Konfrontation mit angstauslösenden Reizen. Solche Reize können soziale Situationen (soziale Phobie), Kaufhäuser, Busse, U-Bahnen etc. (Agoraphobie) oder einzelne spezielle Reize sein, wie zum Beispiel Spinnen, große Höhe usw. (spezifische Phobie). Bei der Panikstörung sind eigene Körperempfindungen angstauslösend (z. B. ein beschleunigter Herzschlag), da sie als Vorstufe einer Panikattacke bewertet werden.
Kernmerkmal der meisten Angststörungen ist die Vermeidung der angstauslösenden Reize. Vermeidung wird von Verhaltenstherapeuten als eine die Störung aufrechterhaltende Bedingung verstanden, da sie neue Erfahrungen verhindert und somit die Bewältigung der gefürchteten Reize/Situationen erschwert.

## Vorgehensweise
In der Exposition konfrontiert der Patient sich unter Anleitung des Psychotherapeuten mit den für ihn spezifischen angstauslösenden Reizen. Gemeinsam mit dem Patienten wird bei der Vorbereitung der Konfrontation im Rahmen der Psychoedukation ein Erklärungsmodell für die jeweiligen Beschwerden erarbeitet. Aus dem Modell wird mittels lernpsychologischer Prinzipien das Konfrontationsrational abgeleitet: Dieses besagt, dass die Angststärke nicht, wie seitens des Patienten erwartet, ins Unendliche steigen kann, sondern durch Gewöhnung mit der Zeit zwangsläufig ein Plateau erreicht und letztlich absinkt, auch wenn man den gefürchteten Reiz nicht vermeidet, sondern „in der Situation bleibt“. Somit kann durch die reale Erfahrung der Konfrontation die Angst „verlernt“ werden.
Ausgehend von dem Erklärungsmodell wird die tatsächliche Konfrontation mit den gefürchteten Situationen therapeutisch vorbereitet. Dazu gehört die Klärung und Steigerung der Wichtigkeit eines Erfolgs für den Patienten, die Erhöhung seiner Erwartung, die Exposition bewältigen zu können und schließlich die Auswahl der Situationen und der konkreten Vorgehensweise. Eine im Sinne des „Verlernens der Angst“ erfolgreiche Konfrontation ist also ein komplexer psychologischer Prozess und keinesfalls damit gleichzusetzen, dass der Patient sich „einfach nur seiner Angst stellen muss“. Die ersten Expositionsübungen finden typischerweise in Begleitung des Therapeuten statt. Mit zunehmender Sicherheit auf Seiten des Patienten führt dieser die Übungen im Weiteren selbstständig ohne Begleitung des Therapeuten fort.

## Wirkmechanismen
Die Konfrontation soll eine Überprüfung der Befürchtungen des Patienten ermöglichen. Im Gegensatz zur Vermeidung ermöglicht die Herangehensweise der Konfrontation mit der Realität dem Betroffenen neue Erfahrungen und damit eine Veränderung der Befürchtungen sowie im Erfolgsfall eine Stärkung seiner Bewältigungsfähigkeiten in der angstbesetzten Situation. Zudem soll das fortgesetzte eigenständige Üben der Patienten der Gewöhnung an die angstauslösenden Reize und somit der weiteren und dauerhaften Verminderung der Angst dienen. Beides zusammengenommen beschreibt letztlich eine Lernerfahrung, die vergleichbar auch bei nicht krankheitswertigen Ängsten eine erfolgreiche Bewältigung der zuvor gefürchteten Herausforderung ermöglicht.
Um mögliche Rückfälle zu vermeiden, werden Betroffene zu Selbstexpositionsübungen ermutigt und angeleitet. Massive Extinktion, das Verwenden von Sicherheitssignalen während der Expositionstherapie-Sitzung und Extinktion in multiplen Kontexten (Multiple Context Exposure) sind aktuell diskutierte Herangehensweisen zur Prävention eines Wiederauftretens.

## Differenzierung unterschiedlicher Vorgehensweisen
Je nachdem, ob sich der Patient mit seiner Angst in der Realität oder in der Vorstellung konfrontiert, wird zwischen einer Konfrontation in vivo bzw. in sensu unterschieden. Vorstellungsübungen können die Annäherung an die Angst erleichtern, aber auch zur Einübung veränderter Reaktionen genutzt werden. Eine weitere Unterscheidungsmöglichkeit wird zwischen der massierten und der graduierten Konfrontation getroffen. Bei der massierten Konfrontation konfrontiert sich der Patient nach der Vorbereitungsphase sofort mit seinen größten Ängsten, um schnellstmögliche Erfolge zu erzielen. Bei der graduierten Konfrontation wird zuerst eine Angsthierarchie erstellt und in Absprache mit dem Therapeuten zu Beginn der Konfrontationsübungen eine leichtere Problemsituation ausgewählt, bei der größere Erfolgserwartungen bestehen. Ein Beispiel für eine massierte In-vivo-Konfrontation ist das Flooding.